# Wacław Krzywiec
Wacław Zbigniew Krzywiec (ur. 6 października?/19 października 1908 w Petersburgu, zm. 12 marca 1956 w Gliwicach) – polski komandor porucznik.

## Życiorys
Syn Aleksandra i Aleksandry z domu Hessing, Wacław Zbigniew Krzywiec herbu Ostoja.
W 1920 roku przyjechał wraz z rodzicami do Polski. Absolwent Szkoły Podchorążych Marynarki Wojennej, promowany 15 sierpnia na podporucznika marynarki z lokatą 15/15.

## Służba wojskowa
Od września 1931 do lutego 1932 był dowódcą plutonu w Kadrze Floty. Od marca 1932 odbywał kurs aplikacyjny, w latach 1932-1933 był oficerem wachtowym na ORP „Mazur”, następnie na ORP „Komendant Piłsudski”. W 1934 roku był słuchaczem kursu elektrotechniki w Warszawie, potem odbywał staż we Francji.
1 stycznia 1935 awansował na porucznika marynarki. W latach 1934–1935 był II oficerem artylerii na ORP „Wicher”. Od sierpnia do maja 1935 był dowódcą 32 baterii artylerii nadbrzeżnej 105 mm (tzw. „greckiej”) na Helu. Jako pierwszy oficer artylerii ORP „Wicher” wziął w 1937 roku udział w wizycie Polskiej Marynarki Wojennej w Tallinnie i w Rydze. Od maja do lipca 1939 roku odbył szkolenie przeciwlotnicze w Centrum Wyszkolenia Artylerii Przeciwlotniczej.
Od 2 czerwca 1939 został mianowany dowódcą 24 baterii półstałej 2 MDAPlot na Helu, która w czasie 32 dni obrony Helu zestrzeliła ok. 13 samolotów niemieckich. Po poddaniu się Helu wziął udział w nieudanej próbie przedarcia się kutrem rybackim Hel-117 do Szwecji.
W czasie okupacji był więźniem oflagów XVIII A Lienz i II C Woldenberg.
Po wojnie służył w Morskiej Grupie Operacyjnej w Elblągu. Mianowany kapitanem marynarki służył w 1 Samodzielnym Morskim Batalionie Zapasowym w Gdyni.
Za obronę Helu został odznaczony krzyżem Virtuti Militari V klasy.
W latach 1945–1946 był zastępcą komendanta miasta Gdyni, 1946-1947 został szefem Oddziału Okrętów Pomocniczych i Przystani głównego Portu MW.
22 lipca 1946 awansował na komandora podporucznika, został komendantem Portu Wojennego Gdynia. W latach 1947–1948 był dowódcą ORP „Błyskawica”, który po wojnie wrócił z Wielkiej Brytanii do Polski. W latach 1949–1951 był dowódcą Dywizjonu Ścigaczy. Awansował na komandora porucznika. W 1951 został Szefem Tyłów Ochrony Wodnego Rejonu Bazy Głównej.
7 maja 1951 roku został niespodziewanie aresztowany przez Główny Zarząd Informacji Wojskowej. 21 lipca 1952 roku, po niezwykle brutalnym śledztwie, został skazany, w ramach tzw. „spisku komandorów”, na karę dożywotniego więzienia pod sfabrykowanym zarzutem działalności szpiegowskiej.
25 lutego 1956 roku został zwolniony warunkowo z powodu złego stanu zdrowia, zmarł zaledwie kilkanaście dni później. Został pośmiertnie zrehabilitowany wraz z innymi oskarżonymi w tym procesie. Został pochowany na Cmentarzu Witomińskim w Gdyni. Po ekshumacji jego szczątki zostały przeniesione i ponownie pochowane z honorami wojskowymi w Kwaterze Pamięci na Cmentarzu Marynarki Wojennej 29 czerwca 2018.

## Odznaczenia
- Krzyż Srebrny Orderu Wojennego Virtuti Militari